# Cloreto de cianogênio
Cloreto de cianogênio,  é um organoclorado formulado em ClCN, é um gás incolor em temperatura ambiente, possui um ponto de fusão de -6 graus Celsius e um ponto de ebulição de 12 para 14 graus Celsius, possui um odor pungente e irritante de compostos de cloro, não se sabe seu cheiro em concentração baixa, é utilizado principalmente para obtenção de polímeros e derivados.